# Dong-gu, Busan
Khu Đông là một khu trực thuộc thành phố Busan, Hàn Quốc. Khu này có diện tích 9,77 km², dân số khoảng 110.000 người. Khu Đông là một trong 6 khu đầu tiên được thành lập của thành phố Busan vào năm 1957. Nhà ga Busan cũng nằm tại khu Đông.

## Phân cấp hành chính
Dong-gu được chia thành bốn 4 dong chính, mà tổng cộng gồm có 17 dong, như sau:
- Choryang-dong (5 dong hành chính)
- Sujeong-dong (5 dong hành chính)
- Jwacheon-dong (2 dong hành chính)
- Beomil-dong (5 dong hành chính)

## Liên kết
- Trang chủ Dong-gu (tiếng Anh)
- Dong-gu: Busan Metropolitan Government